# Искърски пролом – Ржана
„Искърски пролом – Ржана“ е защитена зона от Натура 2000 в България. Тя е обявена с цел опазване на природните местообитания и на дивата флора и фауна по Директивата за местообитанията. Създадена е на 2 март 2007 г. с обща площ 22 693,26 хектара.

## Географско положение
Защитената зона е разположена на територията на трите общини Мездра (с. Елисейна, с. Зверино, с. Злидол, с. Игнатица, с. Лютиброд, с. Лютидол, с. Оселна), Ботевград (с. Гурково, с. Краево, с. Литаково, с. Радотина, с. Рашково) и Своге (с. Бов, с. Брезовдол, с. Буковец, с. Габровница, с. Еленов дол, с. Желен, с. Лакатник, с. Лесковдол, с. Оплетня, с. Осеновлаг).
Цели на опазване:
- Запазване на площта на природните местообитания и местообитанията на видове и техните популации, предмет на опазване в рамките на защитената зона;
- Запазване на естественото състояние на природните местообитания и местообитанията на видове, предмет на опазване в рамките на защитената зона, включително и на естествения за тези местообитания видов състав, характерни видове и условия на средата;
- Възстановяване при необходимост на площта и естественото състояние на приоритетни природни местообитания и местообитания на видове, както и на популации на видовете, предмет на опазване в рамките на защитената зона.

## Растителност и флора
Предмет на опазване са алувиални гори с Alnus glutinosa и Fraxinus excelsior (Alno-Pandion, Alnion incanae, Salicion albae), равнинни или планински реки с растителност от Ranunculion fluitantis и Callitricho-Batrachion, отворени калцифилни или базифилни тревни съобщества от Alysso-Sedion albi, полуестествени сухи тревни и храстови съобщества върху варовик (Festuco-Brometalia), хидрофилни съобщества от високи треви в равнините и в планинския до алпийския пояс, низинни сенокосни ливади, планински сенокосни ливади, извори с твърда вода с туфести формации (Cratoneurion), хазмофитна растителност по варовикови скални склонове, силикатни скали с пионерна растителност от съюзите Sedo-Scleranthion или Sedo albi-Veronicion dillenii, неблагоустроени пещери, букови гори от типа Luzulo-Fagetum, букови гори от типа Asperulo-Fagetum, термофилни букови гори (Cephalanthero-Fagion), дъбово-габърови гори от типа Galio-Carpinetum, смесени гори от съюза Tilio-Acerion върху сипеи и стръмни склонове, панонски гори с Quercus petraea и Carpinus betulus, панонски гори с Quercus pubescens, балкано-панонски церово-горунови гори, мизийски букови гори и мизийски гори от сребролистна липа.

## Фауна
- Безгръбначни – срещат се ручеен рак, бисерна мида, лицена, обикновен сечко, бръмбар рогач, буков сечко и алпийска розалия.[1]
- Риби – от рибите се срещат черна (балканска) мряна, обикновен щипок, европейска горчивка и балкански щипок.[1]
- Земноводни и влечуги – разпространени са жълтокоремна бумка, обикновена блатна костенурка, шипоопашата костенурка и голям гребенест тритон.[1]
- Бозайници – срещат се широкоух прилеп, вълк, видра, дългокрил прилеп, дългоух нощник, остроух нощник, дългопръст нощник, трицветен нощник, голям нощник, средиземноморски подковонос, южен подковонос, голям подковонос, малък подковонос, подковонос на Мехели и пъстър пор.[1]

## Природни местообитания
В защитената зона се опазват равнинни или планински реки с растителност от Ranunculion fluitantis и Callitricho-Batrachion, отворени калцифилни или базифилни тревни съобщества от Alysso-Sedion albi, полуестествени сухи тревни и храстови съобщества върху варовик (Festuco-Brometalia), хидрофилни съобщества от високи треви в равнините и в планинския до алпийския пояс, низинни сенокосни ливади, планински сенокосни ливади, извори с твърда вода с туфести формации (Cratoneurion), хазмофитна растителност по варовикови скални склонове, силикатни скали с пионерна растителност от съюзите Sedo-Scleranthion или Sedo albi-Veronicion dillenii, неблагоустроени пещери, букови гори от типа Luzulo-Fagetum, букови гори от типа Asperulo-Fagetum, термофилни букови гори (Cephalanthero-Fagion), дъбово-габърови гори от типа Galio-Carpinetum, смесени гори от съюза Tilio-Acerion върху сипеи и стръмни склонове, алувиални гори с Alnus glutinosa и Fraxinus excelsior (Alno-Pandion, Alnion incanae, Salicion albae), панонски гори с Quercus petraea и Carpinus betulus, панонски гори с Quercus pubescens, балкано-панонски церово-горунови гори, мизийски букови гори, мизийски гори от сребролистна липа.